# Wongan Hills
Wongan Hills is een plaats in de regio Wheatbelt in West-Australië.

## Geschiedenis
De Balardong Nyungah Aborigines bewoonden de streek bij aanvang van de Europese kolonisatie.
Landmeter-generaal John Septimus Roe maakte in 1836 als eerste Europeaan melding van het heuvelgebied genaamd Wongan Hills. Advocaat-generaal George Fletcher Moore nam deel aan Roes expeditie en keerde in september 1842 met naturalist John Gilbert en botanicus James Drummond naar de heuvels terug om er de thermometervogel te bestuderen. Tot rond de eeuwwisseling waren de enige kolonisten die de streek regelmatig aandeden de Benedictijnen uit New Norcia die er schapen hoedden en rondtrekkende sandelhoutsnijders .
In 1902 werd een spoorweg tussen Northam en Goomalling aangelegd om landbouwers die zich ten noorden en oosten van Goomalling wilden vestigen ten dienste te zijn. In 1908 trok een ministeriële delegatie naar de streek rond de Wongan Hills om er het doortrekken van de spoorweg naar Mullewa te bestuderen. Er werd een traject gekozen ten oosten van de heuvels. In 1911 werd het dorp Wongan Hills opgemeten en officieel gesticht. Het dorp werd naar de heuvels vernoemd. De naam is afgeleid van de aboriginesnaam voor de heuvels, kwongan katta, en betekende waarschijnlijk "fluisterende heuvels". In 1913 werd een stationsgebouw gezet en een spoorwegdam aangelegd om water voor de stoomlocomotieven op te slaan. Dat jaar opende ook een districtsschool. In 1914 bouwde de overheid een staatshotel. De spoorweg tussen Northam en Mullewa werd officieel geopend op 5 maart 1915.
In de jaren 1920 groeide de landbouw in de streek dankzij de Soldier en Group Settlement Schemes. In 1924 werd er een staatsboerderij/onderzoekscentrum geopend. In 1928 werd er een postkantoor gebouwd, in 1930 een ziekenhuis en in 1933 graansilo's voor het bulkvervoer van de graanproductie. In 1953 werd een nieuwe districtsschool geopend en in 1961 een nieuw postkantoor. Het stationsgebouw werd vernieuwd in 1964-65 en er werden nieuwe grotere graansilo's gebouwd. Tot 1974 deed de reizigerstrein The Mullewa Wongan Hills aan. Sindsdien wordt de spoorweg enkel nog door goederentreinen bereden.

## Beschrijving
Wongan Hills is het administratieve en dienstencentrum van het landbouwdistrict Shire of Wongan-Ballidu. Het is een verzamel- en ophaalpunt voor de oogst van de graanproducenten uit de streek die bij de Co-operative Bulk Handling Group aangesloten zijn.
In 2021 telde Wongan Hills 896 inwoners, tegenover 1.066 in 2006.
Wongan Hills heeft een bibliotheek, een zwembad, een districtsschool, een ziekenhuis en een gemeenschapscentrum (En: Community Resource Centre, CRC).

## Transport
Wongan Hills ligt 182 kilometer ten noordoosten van Perth, 125 kilometer ten noorden van Northam en 57 kilometer ten zuiden van Pithara, langs de Northam-Pithara Road die de Great Northern Highway met de Great Eastern Highway verbindt. De N3 busdienst tussen Perth en Geraldton van Transwa houdt enkele keren per week een stop in Wongan Hills.
Wongan Hills heeft een startbaan, Wongan Hills Aiport (ICAO: YWOH). De startbaan wordt enkel gebruikt voor noodgevallen en maakt deel uit van een netwerk van plaatsen waar men aan astrotoerisme doet.
De spoorweg tussen Northam en Mullewa loopt door Wongan Hills en maakt deel uit van het Grain Freight Rail Network. Er rijden geen reizigerstreinen meer maar wel nog goederentreinen.

## Toerisme
In het Wongan Hills Visitors Information Centre vindt men informatie over onder meer volgende bezienswaardigheden:
- Wongan Hills, de heuvels waarnaar het dorp is vernoemd, er groeien meer dan 250 plantensoorten waarvan er 16 endemisch zijn, de kwetsbare thermometervogel bouwt er zijn nesten
- de Mt Matilda Walk Trail, een bewegwijzerd wandelpad naar het hoogste punt van de Wongan Hills, Mt Matilda
- de Christmas Rock Walk Trail, een wandeling door de natuur naar een stenen muur die regenwater naar een dam diende te leiden
- Dingo Rock, een natuurreservaat waar men een waterbron (En: gnamma hole) van de Aborigines kan aanschouwen
- Mt O'Brien, een uitkijkpunt vanwaar men een panoramisch uitzicht heeft over de streek
- Flat Rocks Nature Reserve, een natuurreservaat met een tijdens de Tweede Wereldoorlog door krijgsgevangen gebouwde dam en een aborigines gnamma hole
- het Pioneer Museum, een streekmuseum
- het Agricultural Research Station, het in 1925 opgerichte onderzoekscentrum dat de landbouwmogelijkheden in de streek dient te verbeteren
- Lake Ninan, een meer op 10 kilometer van Wongan Hills waar men kan picknicken en watersporten beoefenen
- Gathercole Nature Reserve en Reynoldson Reserve, natuurreservaten waar men in de lente wilde bloemen kan bekijken[22]

## Galerij

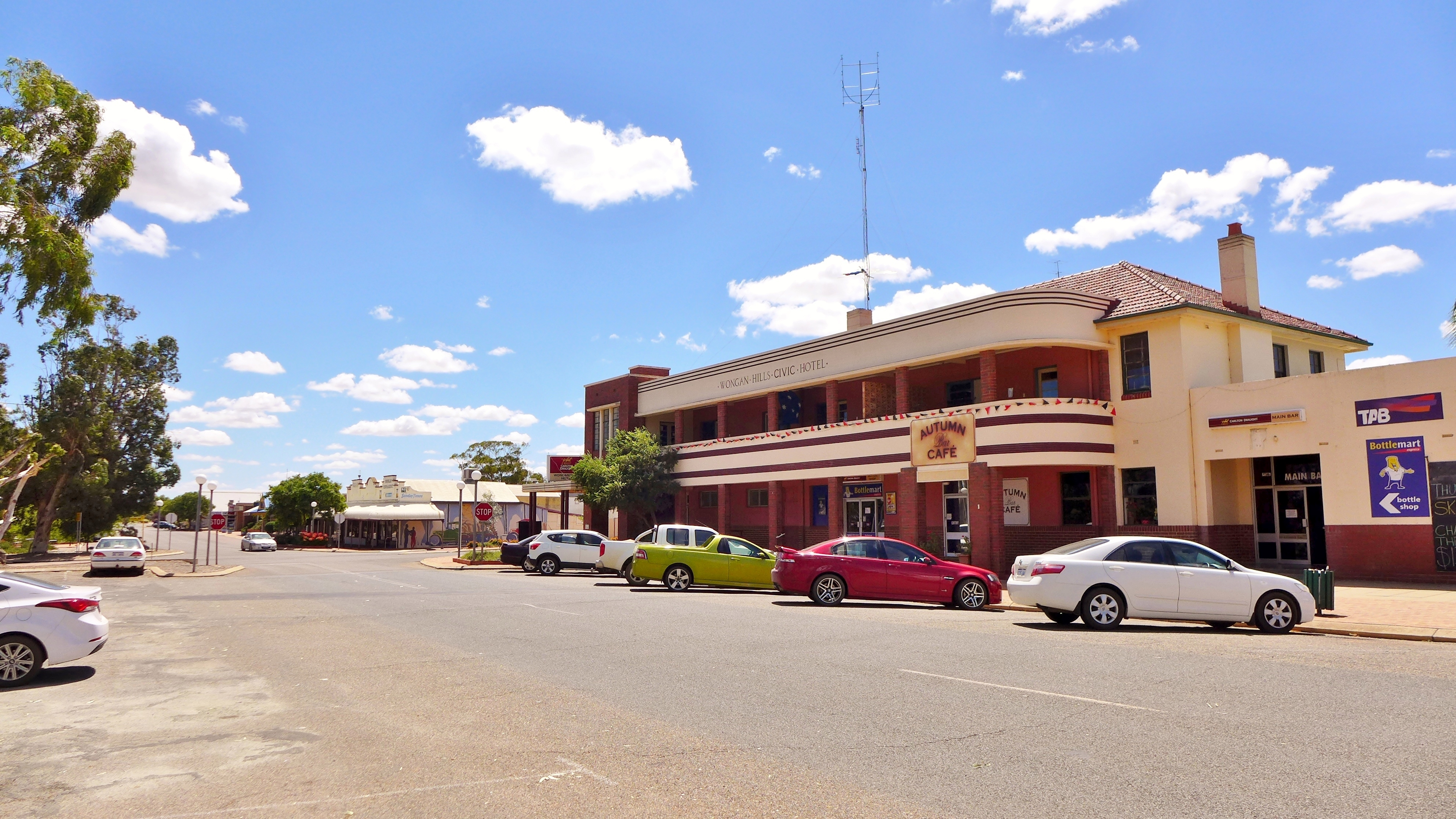
Wongan Hills hotel
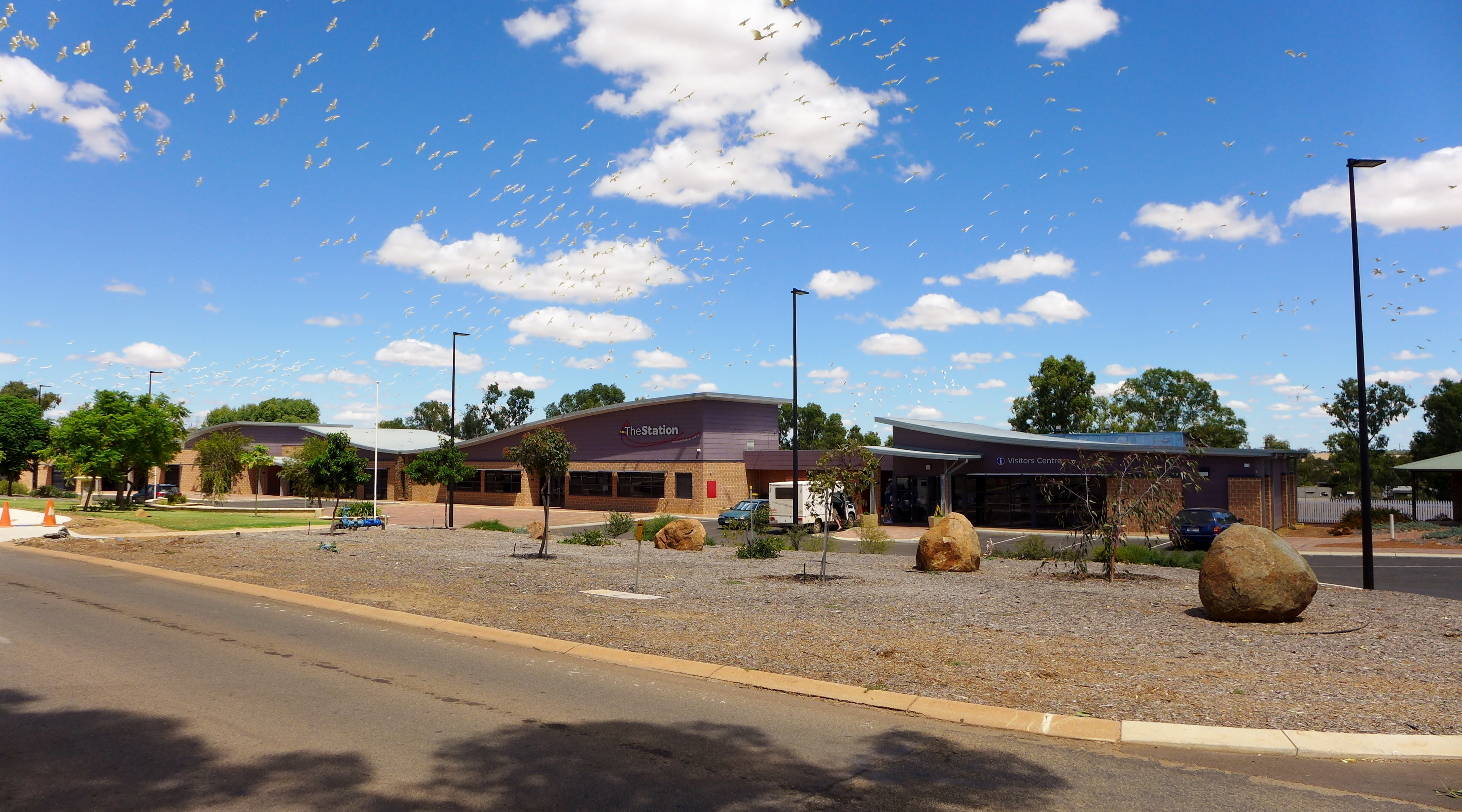
CRC en Visitor Centre
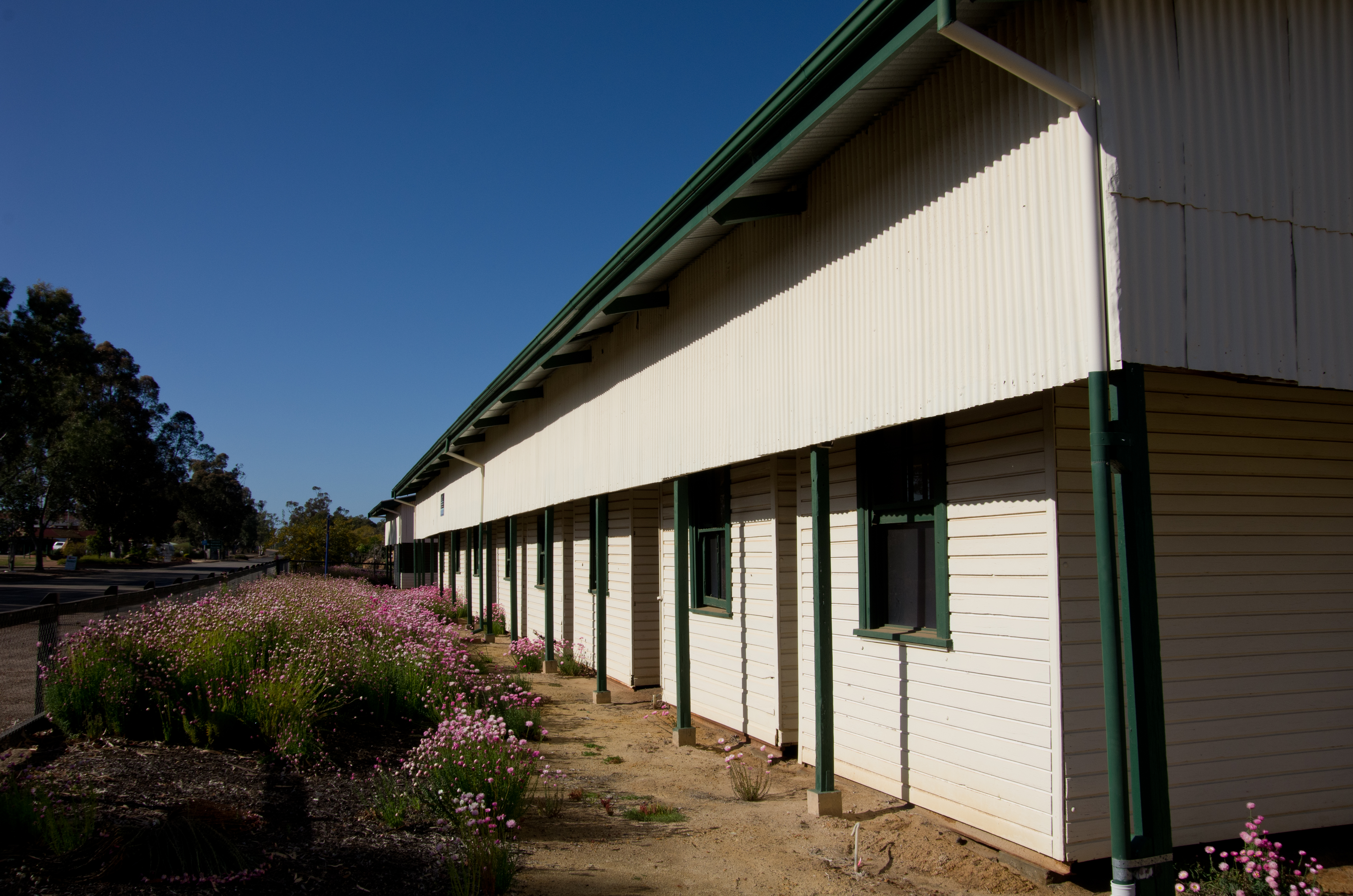
oude spoorwegbarakken
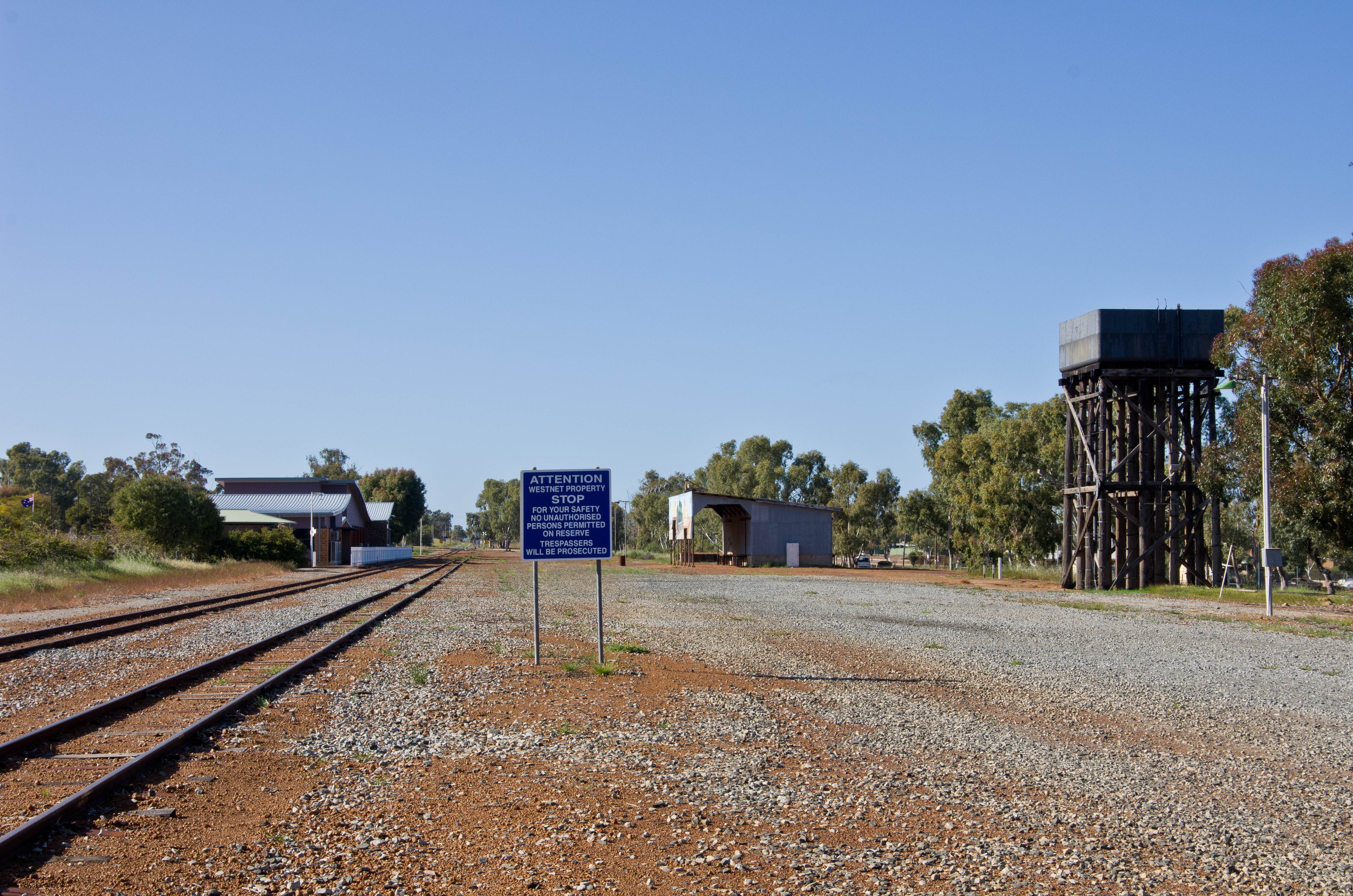
spoorwegdomein met oude watertank
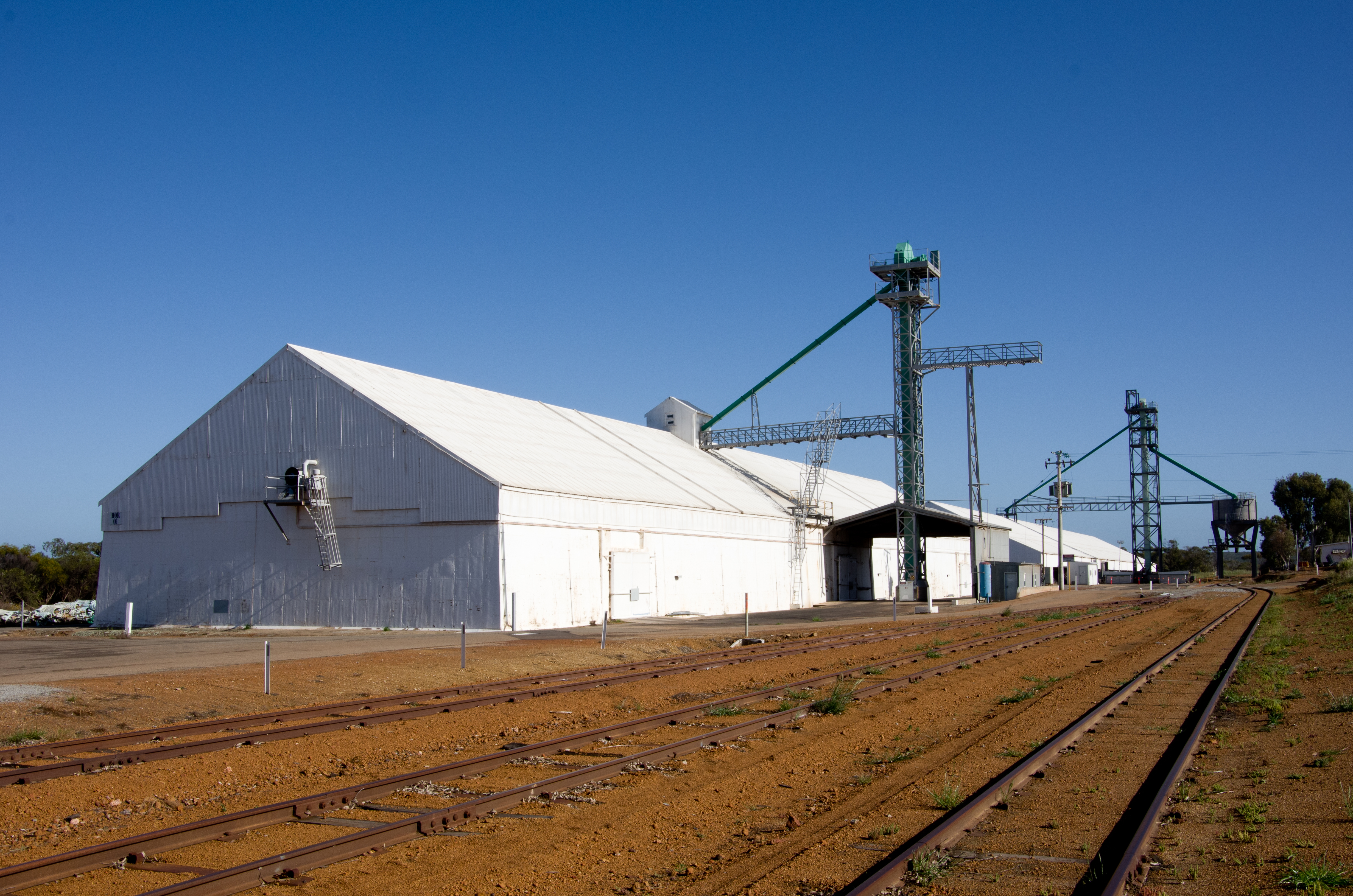
graanoverslag CBH Group

## Klimaat
Wongan Hills kent een warm mediterraan klimaat, Csa volgens de klimaatclassificatie van Köppen. De gemiddelde jaarlijkse temperatuur bedraagt er 18,4 °C. De gemiddelde jaarlijkse neerslag ligt rond 385 mm.
| Maand                                  | jan  | feb  | mrt  | apr  | mei  | jun  | jul  | aug  | sep  | okt  | nov  | dec  | Jaar |
| -------------------------------------- | ---- | ---- | ---- | ---- | ---- | ---- | ---- | ---- | ---- | ---- | ---- | ---- | ---- |
| Gemiddeld maximum (°C)                 | 34,6 | 34,1 | 31,0 | 26,5 | 21,6 | 18,2 | 17,1 | 18,0 | 20,8 | 25,3 | 29,3 | 32,5 | 25,8 |
| Gemiddeld minimum (°C)                 | 17,8 | 18,2 | 16,4 | 13,4 | 9,9  | 7,7  | 6,6  | 6,7  | 7,6  | 10,1 | 13,2 | 15,8 | 12,0 |
|                                        |      |      |      |      |      |      |      |      |      |      |      |      |      |
| Neerslag (mm)                          | 15,3 | 15,3 | 20,5 | 22,3 | 51,3 | 69,5 | 69,4 | 52,0 | 29,4 | 19,8 | 12,3 | 9,9  | 387  |
| Regendagen (dag)                       | 1,5  | 1,6  | 2,0  | 3,4  | 6,8  | 9,6  | 10,3 | 9,0  | 5,9  | 4,0  | 2,2  | 1,4  | 57,7 |
| Relatieve luchtvochtigheid (%)         | 24   | 28   | 31   | 38   | 48   | 56   | 58   | 55   | 47   | 34   | 28   | 26   | 39,5 |
| Bron: Australian Bureau of Meteorology |      |      |      |      |      |      |      |      |      |      |      |      |      |

Aldersyde · Amery · Ardath · Arthur River · Baandee · Babakin · Badgingarra · Badjaling · Bailup · Bakers Hill · Balkuling · Ballaying · Ballidu · Beacon · Beenong · Beermullah · Bejoording · Belka · Bencubbin · Bendering · Benjaberring · Beverley · Bilbarin · Bindi Bindi · Bindoon · Bodallin · Bolgart · Bonnie Rock · Boolading · Booraan · Brookton · Bruce Rock · Bullaring · Bullfinch · Bulyee · Bungulla · Buntine · Burakin · Burracoppin · Cadoux · Calingiri · Campion · Caraban · Carrabin · Cataby · Cervantes · Chandler · Chittering · Clackline · Cold Harbour · Congelin · Coomberdale · Copley · Corrigin · Cowcowing · Crossman · Cuballing · Culbin · Cunderdin · Dalwallinu · Dandaragan · Dangin · Darkan · Dattening · Dongolocking · Doodlakine · Dowerin · Dudinin · Dumbleyung · Duranillin · Dwarda · Ejanding · Elabbin · Erikin · Gabbin · Gingin · Goomalling ·  Grass Valley · Greenhills · Guilderton · Gwambygine · Harrismith · Highbury · Hines Hill · Holt Rock · Hyden · Jelcobine · Jennacubbine · Jennapullin · Jitarning · Jurien Bay · Kalannie · Karlgarin · Kellerberrin · Kondinin · Kondut · Koojan · Koolyanobbing · Koorda · Korbel · Korrelocking · Kukerin · Kulin · Kulja · Kulyaling · Kunjin · Kununoppin · Kweda · Kwelkan · Kwolyin · Lancelin · Lake Brown · Lake Grace · Lake King · Ledge Point · Manmanning · Marvel Loch · Meckering · Meenaar · Merredin · Miling · Minnivale · Mogumber · Mokine · Moodiarrup · Mooliabeenee · Moora · Moorine Rock · Moorumbine · Moulyinning · Mount Hardey · Mount Kokeby · Mount Walker · Muchea · Mukinbudin · Muntadgin · Nalya · Nangeenan · Narembeen · Narrogin · New Norcia · Newdegate · Nilgen · Nokaning · North Bannister · Northam · Nukarni · Nungarin · Pantapin · Piawaning · Piesseville · Pingaring · Pingelly · Pithara · Popanyinning · Quairading · Quindanning · Regans Ford · Seabird · Shackleton · Southern Cross · Spencers Brook · Tammin · Tincurrin · Toodyay · Trayning · Varley · Wagin · Walebing · Walgoolan · Wandering · Wannamal · Watheroo · Welbungin · West Dale · West Toodyay · Westonia · Wialki · Wickepin · Wilbinga · Williams · Wongan Hills · Woodridge · Wubin · Wundowie · Wyalkatchem · Yealering · Yelbeni · Yellowdine · Yilliminning · Yerecoin · York · Yorkrakine · Yornaning · Yoting · Youndegin